# Andries Bicker

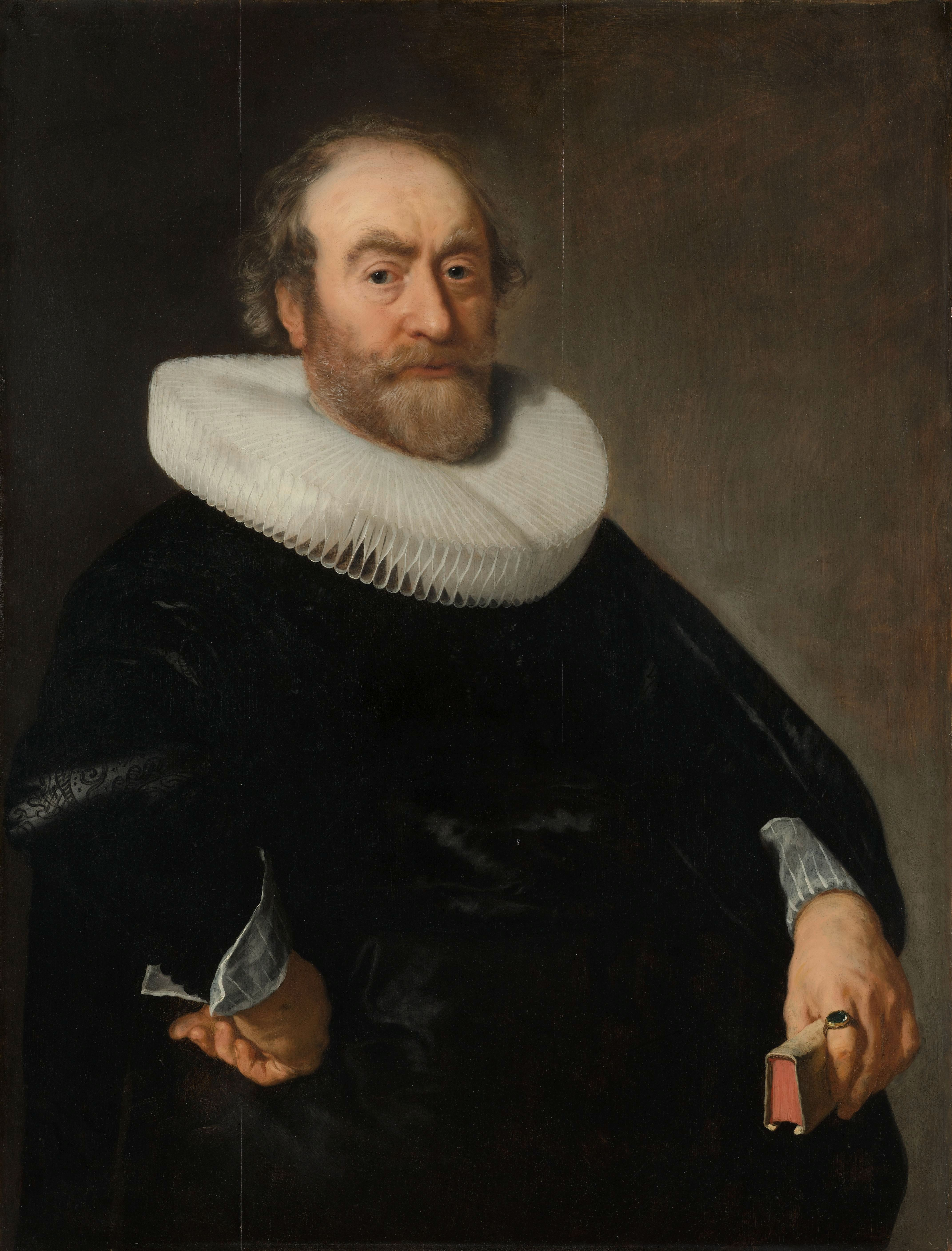
Andries Bicker, gemalt von Bartholomeus van der Helst (1642), Rijksmuseum Amsterdam

Andries Bicker (* 1586 in Amsterdam ?; † 24. Juni 1652 ebenda), Herr von Engelenburg, war im Goldenen Zeitalter einer der bedeutendsten Regenten und Bürgermeister von Amsterdam, holländischer Diplomat, sowie ein wichtiges Mitglied der niederländischen Generalstaaten gewesen.
Nach dem politischen Ende von Reinier Pauw kam die Leitung der Stadtregierung in die Hände der arminischen Clique rund um Andries Bicker und Jakob Dircksz de Graeff. Diese gab auch der, seit der Ermordung von Johan van Oldenbarnevelt geschwächten, republikanischen Staatspartei neue Impulse und konnte die Amsterdamer Politik für einen langen Zeitraum bestimmen.
In der Zeit der politisch schwach agierenden Ratspensionäre Anthonie Duyck und Jacob Cats galt Andries Bicker als Haupt der republikanischen Regenten Hollands sowie als Politiker, der entschieden gegen das Machtstreben der Statthalter Friedrich Heinrich und Wilhelm II. von Oranien auftrat. Andries Bicker war gemeinsam mit seinem Bruder Cornelis Bicker und Cornelis de Graeff (Bicker-De Graeff Clan) einer der Hauptinitiatoren für einen Frieden mit Spanien im Achtzigjährigen Krieg sowie für die Beteiligung der niederländischen Provinzen beim Frieden von Münster gewesen.

## Biografie

### Familie Bicker

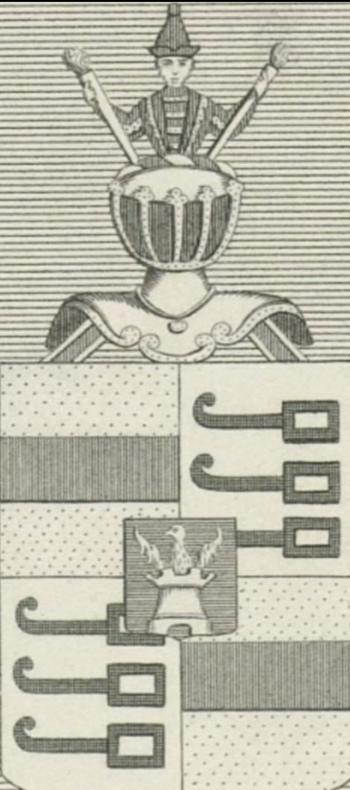
Wappen von Andries Bicker als Herr von Engelenburg (ab 1647)

Andries Bicker entsprang der Patrizierfamilie Bicker. Anfang des 17. Jahrhunderts führte Andries mit seinem Vater Gerrit Bicker und seinen drei Brüdern Jacob, Johan und Cornelis Bicker eine im Welthandel florierende Firma. Über seine Mutter Aleyd Andriesdr Boelens Loen war er mit der Familie Boelens Loen verwandt. Andries Onkel Laurens Bicker war einer der ersten holländischen Unternehmer, welcher in Guinea Handel betrieb. Die verwandten Familien De Graeff und Bicker leiteten die Geschicke Amsterdams und auch Hollands. Verheiratet war er mit Trijn Jansdr Tengnagel (1595–1652). Dieser Ehe entstammten fünf Kinder:
- Alida Bicker (1620–1702), ehelichte ihren Cousin Jacob Bicker (1612–1676), Ritter von Sankt Michiel, Offizier, Lokalpolitiker
- Gerard Bicker (1622–1666), Drost von Muiden, Herr von Engelenburg; unverheiratet
- Jan Bicker (1626–1657), Rat der Admiralität des Noorderkwartier (1655/1657); unverheiratet[6]
- Cornelia Bicker (1629–1708), ehelichte den dänischen Baron Joachim Irgens av Vestervig[7]
- Elisabeth Bicker (1631–1666), ehelichte Salomon Sweerts,[8] Politiker, Reisender, Raad van Indië

Eine von Andries Bickers Enkelinnen, Catharina Bicker (1642–1678) – Tochter seiner Tochter Alida Bicker aus der Ehe mit deren Cousin Jacob Bicker – war mit geflüchteten, ehemaligen dänischen Truchsessen, Ratsmannes und Kammerherren Jakob de Petersen verheiratet.

### Politisches Erbe

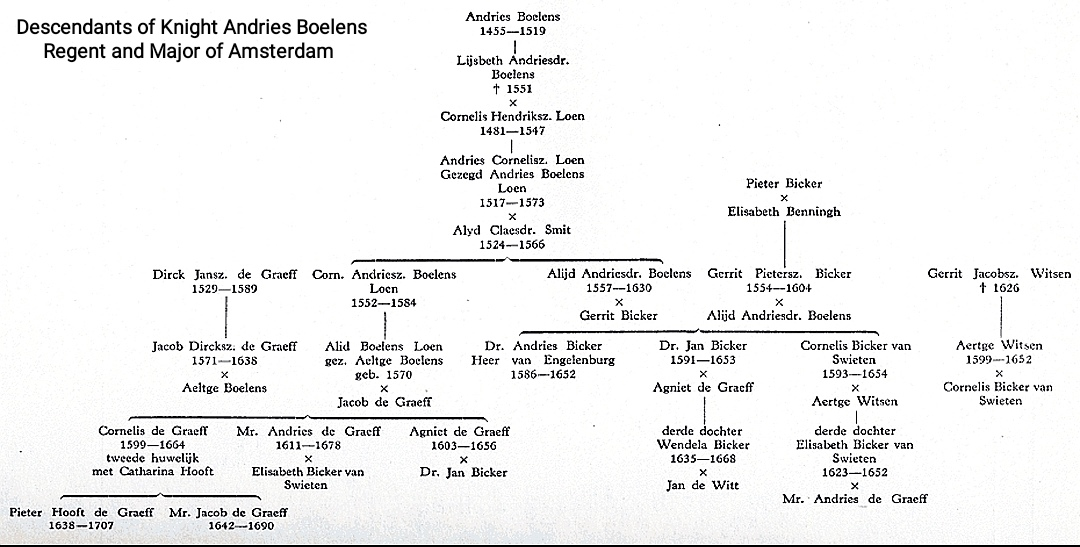
Übersicht über die maßgeblichen Familienbeziehungen der Amsterdamer Oligarchie, Abstammungen von Andries Boelens, um die Geschlechter Boelens Loen, De Graeff, Bicker (van Swieten), Witsen sowie Johan de Witt im Goldenen Zeitalter.

Die Gebrüder Andries und Cornelis Bicker sahen sich zusammen mit ihren Cousins Cornelis und Andries de Graeff als die politischen Erben der alten Regentenfamilie Boelens, deren katholisch gebliebene Hauptlinie 1647 in männlicher Linie ausgestorben war. Sie hatten von ihren Boelens-Vorfahren die sehr bedeutsamen Vornamen „Andries“ und „Cornelis“ erhalten. Wie in einer echten Dynastie heirateten im 17. Jahrhundert häufig Mitglieder der Familien Bicker und De Graeff, um ihr politisches und wirtschaftliches Kapital zusammenzuhalten. Sein großer historischer Vorfahre war Andries Boelens (1455–1519), der einflussreichste mittelalterliche Bürgermeister der Stadt. Beide Familien, Bicker und De Graeff, stammen in weiblicher Linie von Boelens ab, Er durfte fünfzehn Mal das höchste Amt in Amsterdam bekleiden.

### Politische Karriere
Unterartikel: Regent von Amsterdam

#### Anfänge
Andries Bicker wurde im Jahre 1616 Mitglied des Amsterdamer Stadtparlaments und vertrat die radikale Partei der Republikaner. Auch in Glaubensfragen stand er auf Seite der radikal denkenden Anhänger des Arminianismus.
Nach dem Tod seines politischen Konkurrenten, dem Calvinisten Reinier Pauw, wurde Bicker im Jahre 1628 als ersten Mal zum regierenden Bürgermeister der Stadt Amsterdam erwählt (seine weiteren Ernennungen fielen in die Jahre 1629, 1631, 1633, 1634, 1636, 1640, 1641, 1645 und 1649). Noch im selben Jahr entsandten ihn die niederländischen Generalstaaten in diplomatischer Mission nach Stockholm, um zwischen Schweden und Polen einen Frieden zu vermitteln.

#### Bickerse league

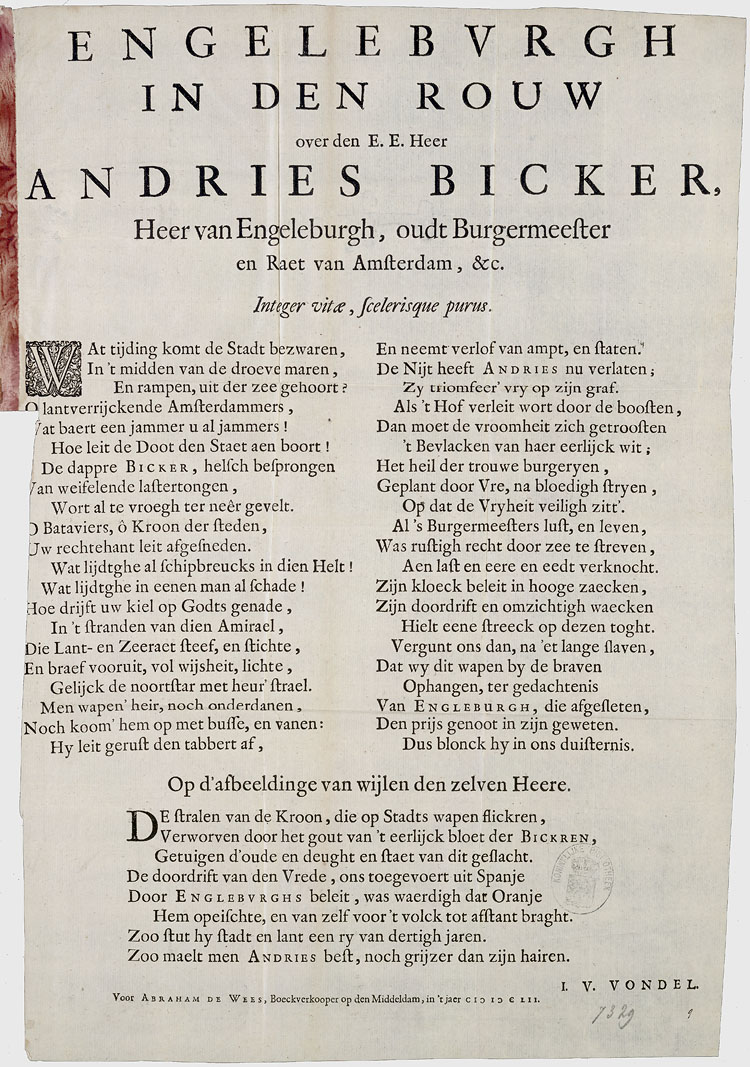
Ein durch Joost van den Vondel abgefasstes Gedicht auf Andries Bicker (vor 1650)

Die Familie Bicker, auch die Bickerse ligue genannt, war streng protestantisch gesinnt und auf den wirtschaftlichen Aufschwung Amsterdams bedacht. In den 1630er-Jahren regierte Andries Boelens Bicker gemeinsam mit seinem Onkel Jakob Dircksz de Graeff die Stadt und verhalf somit den Republikanern und Remonstranten erstmals seit Johan van Oldenbarnevelts Tod wieder zu Einfluss und Anerkennung. Ab den späteren 1630er Jahren gelangte sie in Opposition zu den Statthaltern aus dem Haus der Oranier kam. Die politische Gruppe der Bickerse league umfasste 7 Mitglieder der Familie Bicker, die in dieser Zeit allesamt politische Ämter ausübten. Namentlich gehörten neben Andries Bicker seine Brüder Johan, Jacob und Cornelis Bicker, weiters Andries' Sohn Gerard Bicker, sowie deren weitschichtigere Cousins, die Gebrüder Jacob Jacobsz Bicker (1612–1676; er war auch der Ehemann von Andries' Tochter Alida Bicker) und Hendrick Jacobsz Bicker (1615–1651) dazu.
Andries Bicker war 1627 und 1628 als Gesandter der niederländischen Generalstaaten an den Höfen von Polen, Schweden und Brandenburg tätig, um die niederländischen Handelsinteressen zu vertreten. Dieser Delegation gehörten außer Bicker Rochus van den Honert, Simon van Beaumont und Gijsbert van Boetselaar an. Während die Diplomaten am schwedischen Hof sehr ehrenvoll empfangen wurden, war dies in Polen nicht der Fall; sie kehrten unverrichteter Dinge nach Den Haag zurück. 1635 war Bicker gemeinsam mit Van den Honert und Joachim Andreae auf diplomatischer Mission nach Polen, Schweden und Dänemark. Sie erreichten eine Verlängerung des auslaufenden Waffenstillstands zwischen Polen und Schweden. In diesen Jahren bildete sich in Amsterdam ebenfalls ein starkes Bollwerk gegen die Ambitionen des Hauses Oranien heraus. Da Bicker ein wirtschaftlich starkes Antwerpen und Brabant fürchtete, unterstützte er die Spanier in ihrem Kampf gegen die südlichen niederländischen Provinzen und verkaufte ihnen Silber und Schiffe. Außerdem war er ein vehementer Befürworter für die Beendigung des Achtzigjährigen Krieges mit den spanischen Habsburgern. Dies verstärkte den Konflikt mit Statthalter Friedrich Heinrich von Oranien und den Reformierten in Holland. Im Jahre 1638 organisierten die Regenten um Bicker, Albert Burgh, Pieter Hasselaer, Antonie Oetgens van Waveren sowie Abraham Boom, den prächtigen Einzug der vormaligen französischen Königin Maria de’ Medici in Amsterdam.
1643 konnten die Bürgermeister Jan Cornelisz Geelvinck, Albert Burgh, Gerbrand Claesz Pancras und Cornelis de Graeff den Austritt des übermächtigen gewordenen Andries Bicker durch dessen Ernennung zum Rat der Staaten von Holland erreichen. Diese Funktion hatte er bis 1645 inne. Im selben Jahr reiste Andries Bicker gemeinsam mit Jacob de Witt, dem seeländischen Ratspensionär Cornelis van Stavenisse und Joachim Andreae wiederum in diplomatischer Mission nach Stockholm, um Schwedens Frieden mit Dänemark zu sichern. Die Beendigung des Krieges und die holländische Flottendominanz unter Admiral Witte de With in der Ostsee beruhten auf der Macht Andries Bickers und nicht auf der des Statthalter Friedrich Heinrich von Oranien. Zwischen 1646 und 1648 war Bicker Deputierter in den Generalstaaten. 1647 traten Andries Bicker, Adriaan Pauw und der innere Machtzirkel der Staaten von Holland erstmals für eine drastische Reduzierung der niederländischen Streitkräfte (unter dem Befehl des oranischen Statthalters) auf. Im selben Jahr [und nicht 1646] erbte er von seinem Bruder Jacob Bicker die Herrschaft und das Schloss Engelenburg.
Andries Bicker war gemeinsam mit seinem Cousin Cornelis de Graeff der Hauptinitiator für die niederländische Beteiligung am Frieden von Münster im Jahre 1648. Die danach erneut von Bicker verlangte Reduzierung des Heeres brachte das Fass zum Überlaufen. 1649 war Bicker zum letzten Mal Bürgermeister von Amsterdam. 1650 wollte sich Statthalter Wilhelm II. von Oranien die holländischen Stadtregenten mittels eines Staatsstreich gefügig machen. Diverse führende Köpfe wie Jacob de Witt wurden auf der Festung Loevestein inhaftiert, für die Gebrüder Bicker war gleiches vorgesehen. Andries und sein Bruder Cornelis Bicker ließen die Deiche des Amstellandes fluten und die Stadttore von Amsterdam schließen. Der Angriff auf das Zentrum Hollands misslang, da die Armee des Statthalters bei stürmischem und regnerischem Wetter in die Sümpfe gelockt wurde. Der pragmatisch gesinnte, auf einen Ausgleich zwischen den beiden Machtblöcken bedachte Cornelis de Graeff veranlasste, dass die Brüder Bicker ihres Amtes enthoben wurden, um so die noch junge Republik zu sichern. Als Wilhelm II. von Oranien kurze Zeit später an den Pocken verstarb, wurde kein neuer Statthalter mehr benannt.

#### Ausblick
Diese innenpolitischen Umstürze leiteten in der Republik der Vereinigten Niederlande die Erste Statthalterlose Periode ein. Ein Jahr nach Andries Bickers Tod heiratete dessen Nichte Wendela Bicker den noch jungen – im selben Jahr zum Ratspensionär der Republik ernannten – Johan de Witt. In den folgenden Jahren erlebten Holland und sein Zentrum Amsterdam unter ihren Protagonisten Johan de Witt und Cornelis de Graeff ihren macht- und gesellschaftspolitischen Höhepunkt.

## Information
Die Daten zu diesem Artikel wurden aus der seit 2006 bestehenden Graeff Forschung von Matthias Laurenz Gräff übernommen.